# Wala'a Essam al-Boushi
Wala'a Essam al-Boushi (aussi: Wala'a, Walla, Isam, E ssam, al-Bushi, al-Boushi, el-Boushi ; en arabe : ولاء عصام البوشي) née en 1986 à Wad Madani, est une militante soudanaise devenue ministre soudanaise de la Jeunesse et des Sports début septembre 2019 au sein du Cabinet de transition du Premier ministre Abdallah Hamdok, lors de la transition soudanaise vers la démocratie en 2019.

## Biographie
Al-Boushi est née en 1986 à Wad Madani, la capitale de l'État de Gezira, dans le centre du Soudan. Elle a étudié le génie mécanique à la faculté d'ingénierie et d'architecture de l'université de Khartoum, puis a obtenu une bourse pour étudier à l'Imperial College de Londres,.

## Activisme politique
Al-Boushi est impliquée dans l'activisme antigouvernemental au Soudan pendant la présidence d'Omar al-Bashir, renversé lors du coup d'État soudanais d'avril 2019 .

## Ministre de la Jeunesse et des Sports
Début septembre 2019, al-Boushi devient ministre soudanais de la Jeunesse et des Sports dans le cabinet  du Premier ministre Abdalla Hamdok, lors de la transition soudanaise vers la démocratie en 2019 . Parmi les autres femmes dirigeantes du Soudan pendant la période de transition figurent la juge en chef Nemat Abdullah Khair et les membres du Conseil de souveraineté Aisha Musa el-Said et Raja Nicola. Al-Boushi  décrit sa nomination comme étant nommée au « Ministère de la Révolution ». Elle exprime son enthousiasme pour le poste, déclarant :

« L'ère des ténèbres est terminée, et nous entrons dans une nouvelle ère réalisée grâce aux efforts de la jeunesse et aux sacrifices, et nous continuerons et serons dirigés par les jeunes, à travers ce ministère pour entrer dans l'histoire, pour être le premier gouvernement démocratique élu après la période de transition, avec une majorité de jeunes. »

— Wala'a Essam al-Boushi, as quoted by Khartoum Star

### Football féminin
Le 30 septembre 2019, une ligue de football féminin de 21 équipes est créée sous le ministère d'al-Boushi, avec al-Boushi et Aisha Musa présents lors du match entre les équipes d'Eltahadi et d'Eldifaa, arbitré par des arbitres féminines.
Un prédicateur islamiste et partisan de l'ancien président Omar el-Béchir, Abdal Hai Youssef, a accusé al-Boushi de blasphème et d'apostasie pour avoir réintroduit le football féminin au Soudan. En vertu de l'article 126.2 de la version de 1991 du Code pénal soudanais, l'apostasie est passible de la peine de mort si l'accusé ne se repent pas. Al-Boushi a déposé une plainte officielle contre Youssef. Le ministre de l'information Faisal Saleh a déclaré que les commentaires de Youssef constituaient une attaque contre les droits des femmes et que le cabinet soudanais avait demandé au ministère de la justice de prendre « les mesures juridiques nécessaires » à l'encontre de Youssef,.